# Кандемил (Амаранте)
Кандемил (порт. Candemil) — район (фрегезия) в Португалии, входит в округ Порту. Является составной частью муниципалитета Амаранте. По старому административному делению входил в провинцию Дору-Литорал. Входит в экономико-статистический субрегион Тамега, который входит в Северный регион. Население составляет 1039 человек на 2001 год. Занимает площадь 11,25 км².